# 1790
Промислова революція •  Просвітництво • Російська імперія • Французька революція

## Геополітична ситуація
В Османській імперії султан Селім III (до 1807). Під владою османів перебувають Близький Схід та Єгипет, Середземноморське узбережжя Північної Африки, частина Закавказзя, значні території в Європі: Греція, Болгарія і Сербія. Васалами османів є Волощина та Молдова.
Священна Римська імперія охоплює, крім німецьких земель, Угорщину з Хорватією, Трансильванію, Богемію, Північну Італію, Австрійські Нідерланди. Імператора Йосипа II змінив Леопольд II (до 1792). У Пруссії править Фрідріх-Вільгельм II (до 1797).
У Франції королює Людовик XVI (до 1792), але країна охоплена революцією. Франція має колонії в Північній Америці та Індії. Король Іспанії — Карл IV (до 1808). Королівству Іспанія належать південь Італії, Нова Іспанія, Нова Гранада, Віцекоролівство Перу, Внутрішні провінції та Віцекоролівство Ріо-де-ла-Плата в Америці, Філіппіни. У Португалії королює Марія I (до 1816). Португалія має володіння в Бразилії, в Африці, в Індії, в Індійському океані й Індонезії. На троні Великої Британії сидить Георг III (до 1820). Британія має колонії в Північній Америці, на Карибах та в Індії.
Сполучені Штати Америки, займають територію колишніх 13 британських колоній. Президент США — Джордж Вашингтон. Територія на півночі північноамериканського континенту належить Великій Британії, територія на півдні та заході — Іспанії й Франції.
Північ Нідерландів займає Республіка Об'єднаних провінцій. Вона має колонії в Америці, Індонезії, на Формозі та на Цейлоні. Король Данії та Норвегії — Кристіан VII (до 1808), на шведському троні сидить Густав III (до 1792). На Апеннінському півострові незалежні Венеційська республіка та Папська область. Король Речі Посполитої — Станіслав Август Понятовський (до 1795). У Російській імперії править Катерина II (до 1796).
Україну розділено між трьома державами. Королівство Галичини та Володимирії належить Австрії. По Дніпру проходить кордон між Річчю Посполитою та Російською імперією. Лівобережна частина розділена на Київське намісництво, Чернігівське намісництво, Новгород-Сіверське намісництво, Новоросійську губернію та Харківське намісництво. Задунайська Січ існує під протекторатом Османської імперії. Крим є частиною Російської імперії.
В Ірані править династія Зандів. Імперія Маратха контролює значну частину Індостану. Зростає могутність Британської Ост-Індійської компанії. У Бірмі править династія Конбаун. У Китаї володарює Династія Цін. У Японії триває період Едо.

## Події

### В Україні
- Тривало Турблаївське повстання.
- Російські війська під командою Суворова взяли штурмом турецьку фортецю Ізмаїл.
- Російський флот виграв Керченський бій, завадивши туркам висадитися в Криму.
- Засновано театр Дмитра Ширая.

### У світі
- 8 січня Джордж Вашингтон виступив перед Конгресом із першою доповіддю Про становище країни.
- 11 січня 11 дрібних штатів Австрійських Нідерландів об'єдналися в Бельгійські сполучені штати.
- 15 січня Флетчер Крістіан з 8 іншими заколотниками висадився на острові Піткерн.
- 1 лютого відбулося перше засідання Верховного суду США.
- 20 лютого помер найясніший цісар Йосиф II. Трон і титул імператора успадкував його брат Леопольд II.
- 1 березня прийнято рішення про проведення в США перепису, який відбувся восени.
- 4 березня відбулася реформа адміністративного поділу Франції — країну розділено на 83 департаменти.
- 6 березня Нью-Йорк згодився на вступ до США нового штату — Вермонту.
- 13 травня відбулася Ревельська битва, в якій російські війська відбили спробу шведів відбити місто.
- 18 травня отомансько-алжирський флот переміг капера на російській службі Ламброса Кацоніса в морській битві біля острова Андрос.
- 29 травня Род-Айленд останнім із початкових 13 штатів ратифікував Конституцію США.
- 9 липня шведський флот завдав поразки російському в Другій Роченсальмській битві.
- 10 липня Палата представників Конгресу США проголувала за створення округу Колумбія.
- 12 липня Національні установчі збори Франції затвердили новий цивільний устрій духовенства.
- 27 липня підписано Райхенбахську конвенцію між Австрією і Пруссією.
- 28 липня завершено будування каналу Форт — Клайд у Шотландії.
- 20 жовтня американські війська зазнали поразки від сил Західної конфедерації в Північно-західній індіанській війні
- У листопаді тимчасову (до побудови нової в окрузі Колумбія) столицю США перенесено з Нью-Йорка в Філадельфію.
- 2 грудня війська Священної Римської імперії захопили Брюсель. Бельгійські сполучені штати припинили існування.
- 14 серпня підписано Верельський мирний договір, який завершив російсько-шведську війну.

### Наука та культура
- Адер Кроуфорд та Вільям Крюйкшенк прийшли до висновку, що мінерал стронціаніт містить новий хімічний елемент, який пізніше названо стронцій.
- Жан-Антуан Шапталь опублікував книгу «Хімічні елементи», де вперше вжив термін Нітроген.
- Олександр Радіщев написав «Подорож з Петербурга до Москви». Його приговорили спочатку до страти, а потім замінили цей присуд засланням.
- Едмунд Берк надрукував «Роздуми про Французьку революцію».
- Мері Волстонкрафт у відповідь Берку надрукувала «На захист прав людини».
- Моцарт написав оперу «Так чинять усі».
- 25 вересня народилася пекінська опера, коли 4 трупи прибули з провінції Аньхой на святкування 80-річчя імператора.

### Засновані
- Бельгійські сполучені штати
- Колумбія (федеральний округ)

### Зникли
- Ангумуа
- Ауніс (Aunis)
- Артуа
- Бельгійські сполучені штати
- провніця Лімузен
- Менське графство
- Ніверне
- провніція Перш (Perche)
- провінція Пікардія
- провінція Руссільйон
- Сентонж
- Французька Фландрія
- провінція Шампань

## Народились
див. також Категорія:Народились 1790
- 27 січня — Петро Петрович Гулак-Артемовський, український поет, байкар
- 29 березня — Джон Тайлер, американський політичний діяч, 10-й президент США (1841–1845)
- 4 липня — Джордж Еверест, англійський географ, геодезист; першим визначив висоту найвищої вершини планети — гори Джомолунгма

## Померли
див. також Категорія:Померли 1790
- 17 квітня — Бенджемін Франклін (англ. Benjamin Franklin) - засновник США. Національний герой Сполучені Штати Америки.
- 17 липня — Ада́м Сміт (англ. Adam Smith) — британський (шотландський) економіст, філософ-етик; один з засновників сучасної економічної теорії.